# Monogenetische Erkrankung
Eine monogenetische Erkrankung, auch als monogene Erkrankung bezeichnet, ist eine Krankheit, die durch einen Defekt in einem einzelnen Gen (= mono-gen) hervorgerufen wird, weshalb sie zuweilen auch als „Ein-Gen-Krankheit“ bezeichnet wird. Meistens handelt es sich dabei um vererbte Erkrankungen. Charakteristisch für monogenetische Krankheiten ist, dass sie in ihrem Vererbungsmuster den mendelschen Regeln folgen. Sie treten häufig schon in der frühen Kindheit auf und zeigen in vielen Fällen einen schwerwiegenden chronischen oder sogar tödlichen Verlauf.
Da prinzipiell alle Gene anfällig dafür sind von Zeit zu Zeit zu mutieren, ist die Anzahl unterschiedlicher monogenetischer Erkrankungen sehr groß. Die Online-Datenbank OMIM (Online Mendelian Inheritance in Man) verzeichnete bis Juni 2008 2310 monogenetische Krankheiten, deren genetische Ursachen vollständig aufgeklärt sind. Bei weiteren 1621 Erkrankungen konnte zwar ein Vererbungsmuster nach den Mendelschen Regeln nachgewiesen werden, über die molekulare Basis lagen jedoch noch keine Erkenntnisse vor. Darüber hinaus wurde für weitere 2084 phänotypische Krankheitsmanifestationen ein mendelsches Vererbungsmuster vermutet, so dass sich die Gesamtzahl gesicherter oder potentiell monogenetischer Erkrankungen und Phänotypen zu diesem Zeitpunkt auf 6015 belief. Demgegenüber steht eine Schätzung der Weltgesundheitsorganisation (für engl. World Health Organization, WHO), nach der gegenwärtig über 10.000 monogenetische Erbkrankheiten mit differenzierbarem Phänotyp bekannt sind. Obwohl die meisten dieser Krankheiten außerordentlich selten vorkommen, sind sie in ihrer Gesamtheit jedoch recht verbreitet. Etwa ein Prozent der Neugeborenen sind betroffen. Hierbei stellen allerdings gerade einmal eine Handvoll der am häufigsten vorkommenden Ein-Gen-Krankheiten den Löwenanteil: sie repräsentieren fast die Hälfte aller weltweit vorkommenden monogenetischen Krankheiten.
Da ein und dasselbe Gen von verschiedenen Mutationen betroffen sein kann, können auch monogenetische Erkrankungen in unterschiedlichen Ausprägungen bzw. Erscheinungsformen auftreten. So sind heute über 500 Mutationen in und nahe dem für die Phenylketonurie verantwortlichen PAH-Gen bekannt, das für das Enzym Phenylalaninhydroxylase codiert. Auch im Falle der Mukoviszidose gilt, dass ‚monogenetisch‘ nicht bedeutet, dass nur ein einziges „Krankheits-Allel“ vorhanden ist: hier finden sich sogar mehr als 1000 Allelvarianten im Gen, welches für CFTR (für Cystic Fibrosis Transmembrane Conductance Regulator) codiert. Bei diesen Mutationen handelt es sich nahezu ausschließlich um Punktmutationen oder Deletionen von zwischen 1 und 84 Basenpaaren. Auch bei der lysosomalen Speicherkrankheit Morbus Gaucher wurden bis heute mehr als 200 Mutationen in und nahe dem GBA-Gen (glucosylceramide β-glucosidase gene) beschrieben. Diese Beispiele sind keine Sonderfälle, vielmehr scheint es, dass die meisten, wenn nicht sogar alle monogenetischen Erkrankungen unzählige Allel-Varianten aufweisen, man spricht mithin von ‚allelischer Heterogenität‘ (engl.: allelic heterogeneity). Obwohl als monogenetisch bezeichnet, ist heute bekannt, dass manche dieser Krankheiten, zumindest in geringerem Umfang, von weiteren Genen beeinflusst werden. Weitere Beispiele für Krankheiten, die auf ein einziges ererbtes Gen zurückgehen sind Chorea Huntington, Severe Combined Immunodeficiency, Muskeldystrophie oder Amyotrophe Lateralsklerose.
Im Juli des Jahres 2011 betrug die ständig wachsende Zahl der mittels DNA-Analyse diagnostizierbaren monogenetischen Krankheiten schon weit über 1000, im Vergleich dazu sind weltweit heute etwas mehr als 3000 monogene Erbkrankheiten molekular charakterisiert, wären somit theoretisch ebenfalls mittels molekularbiologischer Verfahren untersuchbar.
Krankheiten, die durch Defekte in mehreren Genen verursacht werden, heißen polygenetische Erkrankungen.
Allel-Varianten, die zu unterschiedlichen Krankheiten führen, werden als Allelische Erkrankung bezeichnet.